# هلن تروآ (فیلم)
هلن تروآ (انگلیسی: Helen of Troy) فیلمی به کارگردانی رابرت وایز، سرجو لئونه و رائول والش است که در سال ۱۹۵۶ منتشر شد.

## بازیگران
- روسانا پودستا
- سدریک هاردویک
- استنلی بیکر
- رابرت داگلاس
- بریژیت باردو
- مارک لارنس
- رابرت براون
- نیل مک‌گینیس
- تورین تاچر
- جنت اسکات
- ازموند نایت
- گوئیدو نوتاری